# Mammillaria armillata
Mammillaria armillata (укр. Мамілярія армілата)  — сукулентна рослина з роду мамілярія родини кактусових.

## Місця зростання
Mammillaria armillata є ендемічною рослиною Мексики. Ареал зростання — Баха-Каліфорнія-Сюр, на висоті до 400 метрів над рівнем моря, в околицях Сан-Хосе-дель-Кабо (ісп. San Jose del Cabo), широко поширена в області мису Баха-Каліфорнія.
Рясно ростуть в області Баха-Каліфорнія-Сюр, приблизно в 10 милях на північ від Тропіка Рака у південному напрямку і протягом свого ареалу змінюється за кольором колючок — від коричнево-жовтого до майже чорного. Живе в сухих скелястих областях — там де рослини борються за виживання вони часто одиночні і висотою до 10-12 см, але там де умови сприятливіші рослини частіше кущаться, до 10 або більше стебел і до 30 см заввишки або більше. Не рідко частково ростуть під кущами або низькими деревами. Часто розташовуються поряд з іншими видами мамілярій, але не зхрещуються з ними.

## Морфологічний опис
Рослини спочатку поодинокі, пізніше утворюють групи або дітки.
| Орган              | Опис |
| Коріння            | |
| Стебло             | тонке, циліндричне, до 30 см заввишки, 4-5 см в діаметрі. |
| Епідерміс          | |
| Маміли             | синьо-зелені, від конічних до циліндричних, тверді, без молочного соку. |
| Ареоли             | |
| Аксили             | з пухом і щетинками. |
| Центральні колючки | 1-4, міцні, змінюються в кольорі від жовтувато-сіро-коричневих до жовтих до майже чорних, зі всілякими коричневими відтінками між, з віком стають темнішими, завдовжки 10-20 ММ, одна з них з міцним гачком на наприкінці. |
| Радіальні колючки  | 9-15 (варіюються за кількістю), переплетені, білуваті, тонкі, прямі, щетино-подібні, завдовжки 7-12 мм. |
| Квіти              | воронкоподібні, рожево-кремово-жовті, від 10 до 20 мм завдовжки і в діаметрі, з 6-7 рожевими часточковими приймочками. Час цвітіння — навесні — березень-травень.                                                          |
| Плоди              | булавоподібні, червоні. |
| Насіння            | чорне. |

## Охоронні заходи
Mammillaria armillata входить до Червоного Списку Міжнародного Союзу Охорони Природи уразливих видів (VU).
Популяції страждають від урбанізації, незаконного збирання і витоптування великою рогатою худобою. Ареал цього виду скорочується.
Зростає у біосферному заповіднику Сьєрра-де-ла-Лагуна .
Охороняється Конвенцією про міжнародну торгівлю видами дикої фауни і флори, що перебувають під загрозою зникнення (CITES).

## Утримання в культурі
У культивуванні рослина не дуже проста, але і не дуже складна.
Потребує додаткової піщаної суміші.
Садити краще не в горщики, а у великі ємності через рідкі корені.
При поливі старатися ніколи не переливати, води — не більше, ніж рослина зможе поглинути протягом декількох днів.
Необхідне максимальне освітлення для кращого розвитку колючок і максимальної кількості квітів.
Цвіте досить охоче і рясно.